# Armégruppe
En armégruppe er en militær enhed der består af et antal arméer. 
Under 2. verdenskrig invaderede den tyske hær Sovjetunionen med tre armégrupper: Heeresgruppe Nord, Heeresgruppe Mitte og Heeresgruppe Süd. 
På D-dagen var feltmarskal Bernard Montgomery chef for 21. Armégruppe, der bestod af 2. Britiske Armé, 1. Canadiske Armé, 9. Amerikanske Armé, 1. Polske Faldskærmsbrigade samt de Frie franske styrker. 
I Den Røde Hær kaldtes en armégruppe for en "front" (фронт), f.eks. den Ukrainske Front, den Hviderussiske Front. 
Chefen for en armégruppe er enten feltmarskal eller general (4 eller 5-stjernet)